# Manège militaire de Matane
Le Manège militaire de Matane est un bâtiment militaire situé dans la ville de Matane au Québec. Il est reconnu comme édifice fédéral du patrimoine du Canada.
La manège abrite la compagnie C du régiment des Fusiliers du Saint-Laurent de la Première réserve de l'Armée canadienne, un des plus anciens régiments francophones au Canada, ainsi que le corps des Cadets royaux de l'Armée canadienne 2681, affilié aux Fusiliers du Saint-Laurent.

## Histoire
Le bâtiment était utilisé comme bureau de poste de la ville de Matane jusqu'à son transfert au ministère de la Défense nationale en 1979.